# NGC 3
NGC 3 este o galaxie lenticulară din constelația Peștii. 